# Luxey
Luxey [lyksɛ] (okzitanisch: Lucsèir) ist eine französische Gemeinde mit 653 Einwohnern (Stand: 1. Januar 2022) im Département Landes in der Region Nouvelle-Aquitaine. Sie gehört zum Arrondissement Mont-de-Marsan und zum Kanton Haute Lande Armagnac.

## Geographie
Die Gemeinde Luxey liegt etwa 50 Kilometer nordnordwestlich von Mont-de-Marsan und etwa 60 Kilometer südlich von Bordeaux an der Petite Leyre, die hier entspringt, in der Landschaft Armagnac. Umgeben wird Luxey von den Nachbargemeinden Sore im Nordwesten und Norden, Callen im Norden und Osten, Lencouacq im Südosten, Le Sen und Labrit im Süden, Sabres im Südwesten sowie Trensacq im Westen.

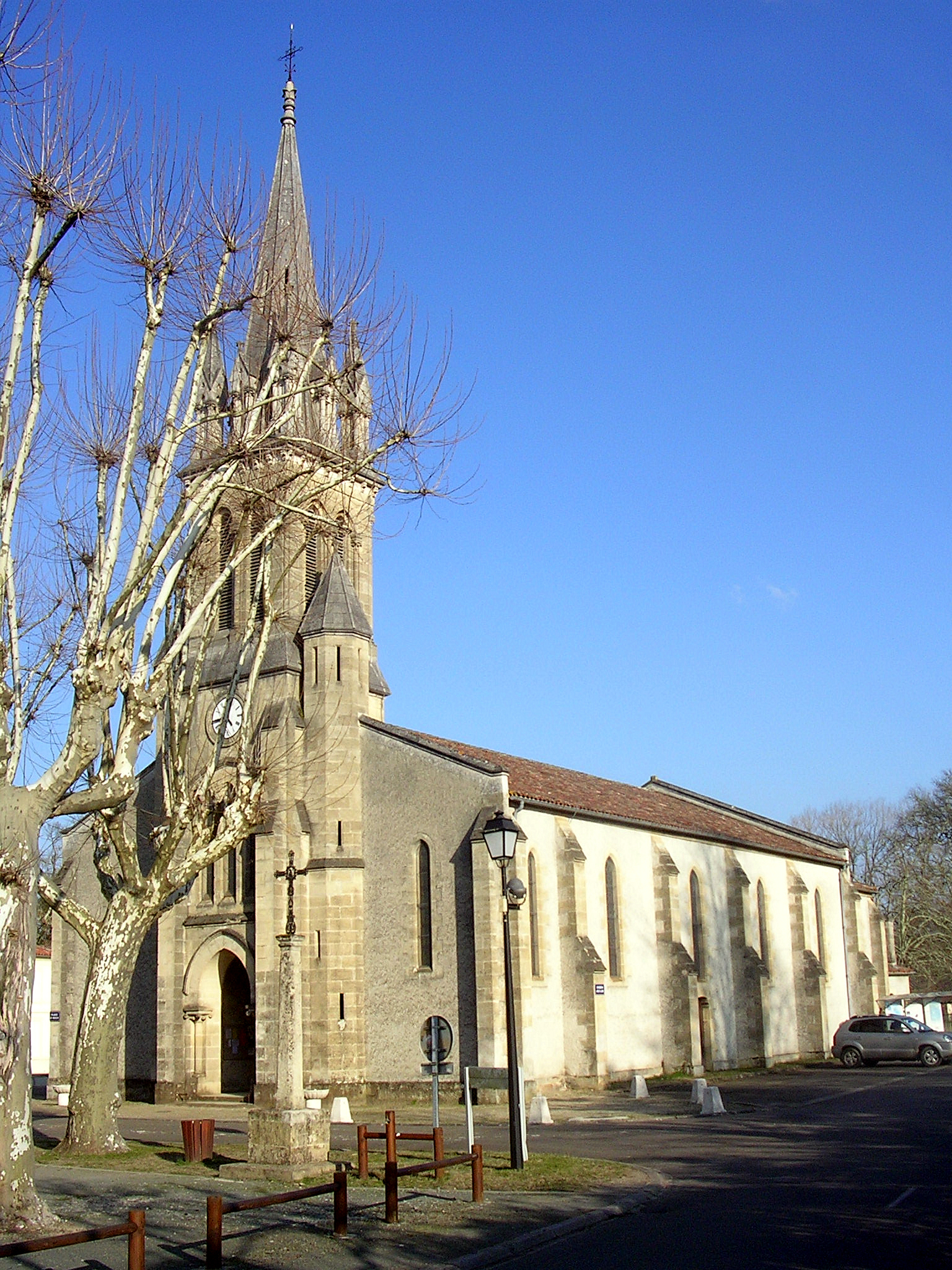
Kirche Saint-Jean-Baptiste

## Bevölkerungsentwicklung
| Jahr                       | 1962 | 1968 | 1975 | 1982 | 1990 | 1999 | 2010 | 2021 |
| -------------------------- | ---- | ---- | ---- | ---- | ---- | ---- | ---- | ---- |
| Einwohner                  | 933  | 813  | 721  | 731  | 680  | 658  | 662  | 655  |
| Quellen: Cassini und INSEE |      |      |      |      |      |      |      |      |

## Persönlichkeiten
- Georges Callen (* 1935), Dendrologe und Botaniker

## Sehenswürdigkeiten
- Kirche Saint-Jean-Baptiste aus dem 12. Jahrhundert, Monument historique seit 1992

## Verkehr

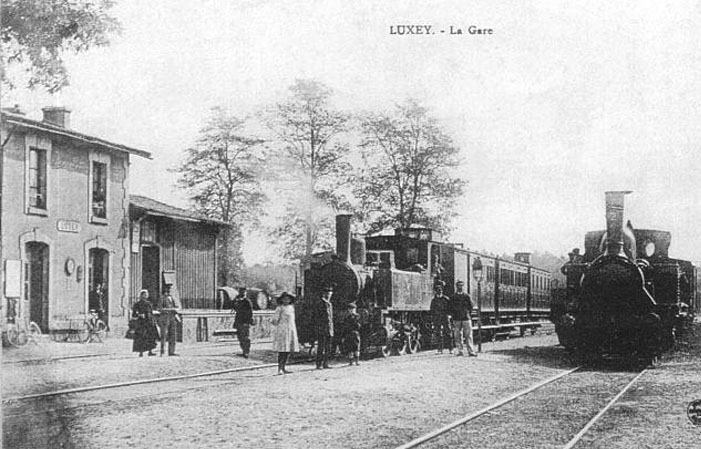
Bahnhof in den 1900er Jahren

Der Ort hatte einen Bahnhof an der regelspurigen Bahnstrecke Nizan–Luxey, deren letzter Abschnitt von Sore nach Luxey am 6. September 1886 von der Compagnie du chemin de fer d’intérêt local du Nizan à Saint Symphorien eröffnet und im folgenden Jahr von der Société générale des chemins de fer économiques (SE) übernommen wurde. 1906 kam mit der Bahnstrecke Luxey–Mont-de-Marsan eine meterspurige Sekundärbahn hinzu, die durchgehend im Besitz der privaten Gesellschaft Chemin de fer de Luxey à Mont-de-Marsan (LM) war.
Der Personenverkehr der SE endete am 31. Dezember 1954, jener der LM im Jahr darauf. Bis 1959 gab es auf der Strecke der LM, bis zum Jahresende 1970 auf jener der SE noch Güterverkehr. Danach wurde der Bahnhof geschlossen.
Luxey liegt an der ehemaligen Nationalstraße 651, die 1973 zur Departementsstraße D 651 abgestuft wurde. Nächste Autobahn ist die A 65 mit der Anschlussstelle 7 (Captieux).